# Take the Crown (Dardust)
Take the Crown è un singolo del musicista italiano Dardust, pubblicato il 28 ottobre 2016 come quarto estratto dal secondo album in studio Birth.

## Descrizione
Il brano è stato realizzato con la partecipazione di The Bloody Beetroots, accreditato come Sir Bob Cornelius Rifo, che ha anche ricoperto il ruolo di produttore. Dal punto di vista musicale risulta tra quelli maggiormente guidati dal pianoforte, pur avendo una forte componente electro.

## Tracce
Musiche di Dario Faini e Sir Bob Cornelius Rifo aka SBCR aka The Bloody Beetroots.
1. Take the Crown (feat. SBCR) – 4:00

## Formazione
Hanno partecipato alle registrazioni, secondo le note di copertina di Birth:
Musicisti
- Dario Faini – arrangiamento, pianoforte, voce, sintetizzatore, elettronica, arrangiamento strumenti ad arco
- Vanni Casagrande – arrangiamento, programmazione, sintetizzatore, elettronica, batteria
- Carmelo Emanuele Piatti – arrangiamento strumenti ad arco, primo violino
- Isabel Gallego Lanau – secondo violino
- Matteo Lipari – viola
- Sofia Nitti – violoncello
- Martina Milzoni – contrabbasso

Produzione
- Dario Faini – produzione artistica
- Sir Bob Cornelius Rifo aka SBCR aka The Bloody Beetroots – produzione
- Birgir Jón Birgisson – registrazione pianoforte, batteria e percussioni
- Donato Romano – registrazione strumenti ad arco
- Nacor Fischetti – missaggio
- Sam John – mastering